# Copa de la Liga de Omán
La Copa de la Liga Profesional de Omán (Mazda Profesional Cup por razones de patrocinio) y conocida previamente como Copa Federación es un torneo por eliminatorias de clubes de fútbol de Omán. La competición está restringida exclusivamente a los 14 clubes que disputan la Liga Profesional, fue fundada oficialmente en 2007 y es gestionada por la Federación de Fútbol de Omán.

## Palmarés
| Temporada | Campeón         | Resultado        | Finalista       |
| --------- | --------------- | ---------------- | --------------- |
| 2007      | Al-Seeb Club    | 2 - 1            | Sur Club        |
| 2012-13   | Dhofar Club     | 0 - 0 (5–4 pen.) | Saham Club      |
| 2013-14   | Saham Club      | 0 - 0 (3–2 pen.) | Al-Seeb Club    |
| 2014-15   | Fanja SC        | 1 - 1 (8–7 pen.) | Dhofar Club     |
| 2015-16   | Al-Nasr Salalah | 2 - 0            | Sohar SC        |
| 2016-17   | Al-Nahda        | 2 - 1            | Al-Nasr Salalah |
| 2017-18   | Al-Shabab       | 2 - 1            | Al-Nahda Club   |

## Títulos por club
| Club            | Campeón | 2° | Años campeón    |
| --------------- | ------- | -- | --------------- |
| Al-Seeb Club    | 3       | 1  | 2007 2023, 2024 |
| Dhofar Club     | 2       | 1  | 2013, 2019      |
| Saham Club      | 1       | 1  | 2014            |
| Al-Nasr Salalah | 1       | 1  | 2016            |
| Al-Nahda Club   | 1       | 1  | 2017            |
| Al-Shabab       | 1       | 1  | 2018            |
| Bahla Club      | 1       | 2  | 2022            |
| Fanja SC        | 1       | -  | 2015            |
| Sur Club        | -       | 1  | ---             |
| Sohar SC        | -       | 1  | ---             |
| Oman Club       | -       | 1  | ---             |